# 송도반도 지질탐방로

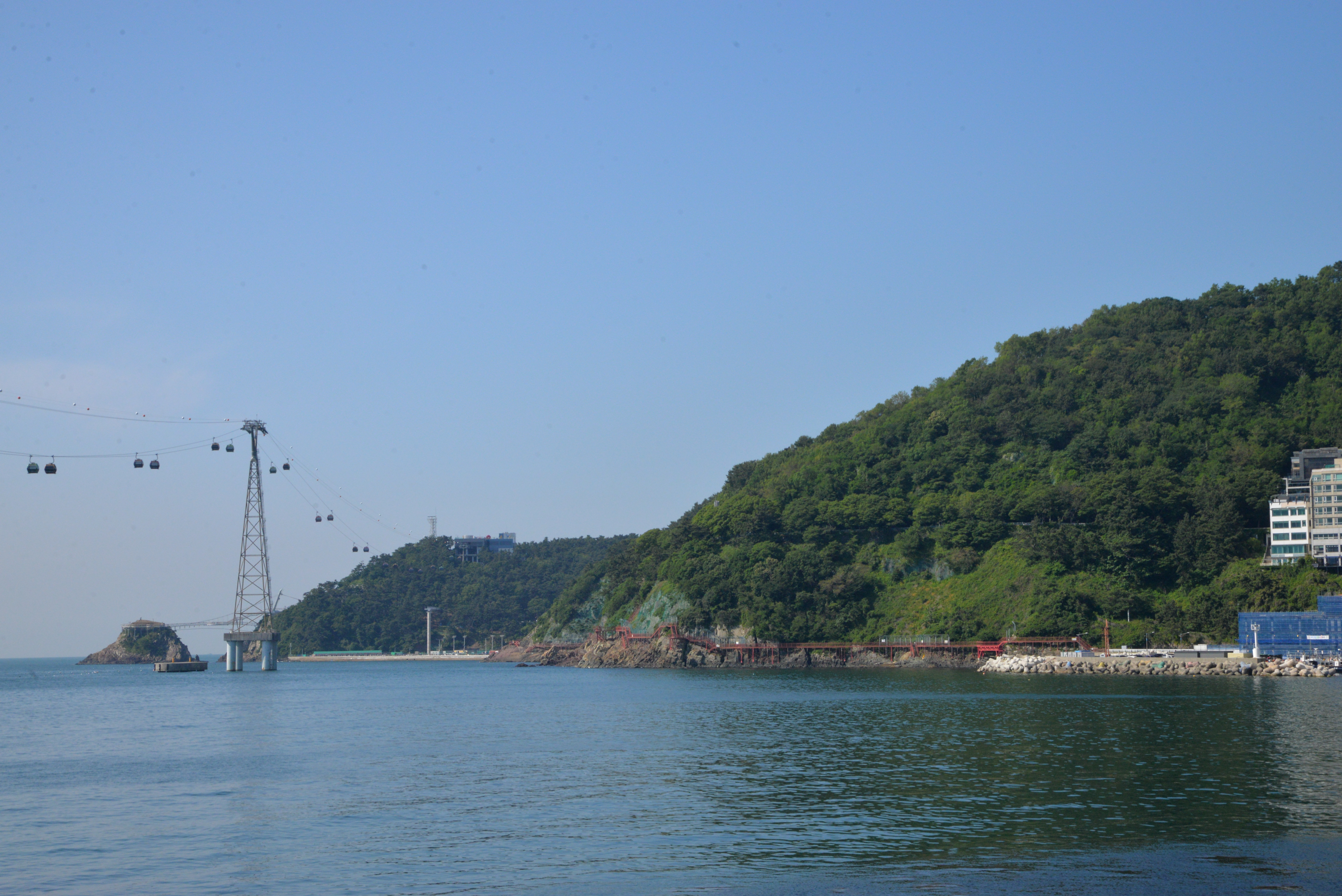
부산국가지질공원 송도반도 지질탐방로 전경

송도반도 지질탐방로(Songdo Peninsula Geotrail) 또는 송도 해안 산책로는 부산광역시 서구 암남동의 송도반도 해안에 있는 부산국가지질공원의 지질명소이며 해안 지질탐방로(Geotrail)이다. 송도반도 지질탐방로에서는 중생대 백악기의 다대포층과 유문암질 암맥, 현무암 용암, 정단층 등 다양한 지질구조를 관찰할 수 있다.

## 개요
부산국가지질공원(환경부 고시 제2013-152호)은 낙동강 하구(천연기념물 제179호)를 비롯한 해안가에 위치한 몰운대, 두송반도, 송도반도, 두도, 오륙도, 이기대 그리고 산지에 위치한 장산, 금정산, 구상반려암(천연기념물 제267호), 백양산의 총 12개의 지질명소로 구성된다.
송도반도 지질탐방로는 부산광역시 서구 암남동의 송도반도 동측 해안, 암남공원 공영주차장 북측에서 송도해수욕장 남측 송도어항방파제까지 이어진다. 송도반도 지질탐방로를 따라 해안의 다대포층과 부산 앞바다, 영도와 남항대교를 볼 수 있다. 송도반도 지질탐방로는 2022년 태풍 힌남노로 파손되어 한동안 운영이 중단되었다가, 2025년 해안길을 복구하여 재개장하였다.

### 관광 안내
송도반도 지질탐방로는 남측의 암남공원 노외공영주차장(도로명주소: 부산 서구 암남공원로 179-13/유료주차장)과 북측의 부산국가지질공원 송도반도안내소(도로명주소: 부산 서구 송도해변로 10-8)에서 진입할 수 있다. 개방 시간은 오전 9시부터 오후 5시까지며 기상 악화시 출입이 통제될 수 있다.

### 지질
다대포층(Dadaepo Formation, 多大浦層)은 대한민국 경상 분지 내 부산광역시 사하구 다대포와 송도반도 지역의 다대포 분지에 분포하는 중생대 백악기 경상 누층군 유천층군의 퇴적암 지층이다. 송도반도 지질탐방로에는 경상 누층군 유천층군의 화산암류와 상·하부 다대포층이 드러나 있다. 하부 다대포층(Lower Dadaepo formation)의 암상(巖狀)은 적색층과 그렇지 않은 층의 교호(交互)층으로서 화산암 물질이 상부에 비해 적게 함유된다. 주로 적색 셰일 실트스톤과 회색, 녹회색의 셰일, 사암 및 역암으로 구성된다. 상부 다대포층(Upper Dadaepo formation)은 녹색 및 녹회색의 응회질사암이 대부분이며 응회질역암과 셰일이 소량 협재된다.
송도반도 지질탐방로 일반 경치
- 송도해수욕장 송도 거북섬에서 바라본 송도반도 지질탐방로
- 송도반도 지질탐방로가 태풍 힌남노의 여파로 운영이 중단되었을 당시의 남측 입구 사진. 현재는 복구가 완료되어 통행이 가능하다.
북위 35° 03′ 52.2″ 동경 129° 01′ 13.3″ / 북위 35.064500°  동경 129.020361°
- 북측 입구
- 북측 입구

## 지질유산

### 야외 암석 전시장
송도반도 지질탐방로 S1 지점의 야외 암석·광물 전시장은 송도반도 지질탐방로 입구에 위치한 야외 전시장으로 한반도(주로 경상도 지역)에서 나온 퇴적암, 변성암, 화성암 등 다양한 암석을 종류별로 전시하고 있다.
송도반도 지질탐방로 야외 암석·광물 전시장
- 전경
- 건열, 전북특별자치도 부안군
- 암맥, 경상남도 거제시
- 안구상 구조, 전라남도 구례군
- 구리, 부산광역시 기장군 달음산
- 자철광체, 강원특별자치도 양양군
- 비취, 전라남도 해남군
- 방해석, 울산광역시 북구 호계동
- 명반석, 전라남도 해남군
- 납석, 전라남도 해남군
- 각섬석, 경상남도 산청군 둔철산
- 차별 침식
- 중생대 말 조개류 화석, 경상북도 경주시
- 공룡발자국, 경상남도 고성군
- 석회암 용식 작용, 경상북도 문경시
- 대리암, 강원특별자치도 정선군
- 선캄브리아기 규암, 전라남도 구례군
- 셰일이 변성된 혼펠스, 경상남도 밀양시
- 선캄브리아기 각섬석 편마암, 지리산 지역
- 선캄브리아기 우백질 화강암, 지리산 지역
- 선캄브리아기 반상변정질 편마암, 지리산 지역
- 신생대 현무암, 경상북도 경주시 어일 분지
- 고생대 반상변정편마암질 섬장암, 강원특별자치도 양양군
- 고생대 반려암, 경상남도 산청군
- 고생대 처트, 전라남도 해남군
- 경상 누층군 적색 셰일, 경상남도 의령군
- 역암, 부산광역시 송도반도 지역 다대포층
- 경상 누층군 적색 사암, 경상남도 진주시
- 경상 누층군 녹색 사암, 경상남도 창원시 마산 지역
- 단층
- 전기석

### 다대포층
송도반도 지질탐방로

### 현무암 용암

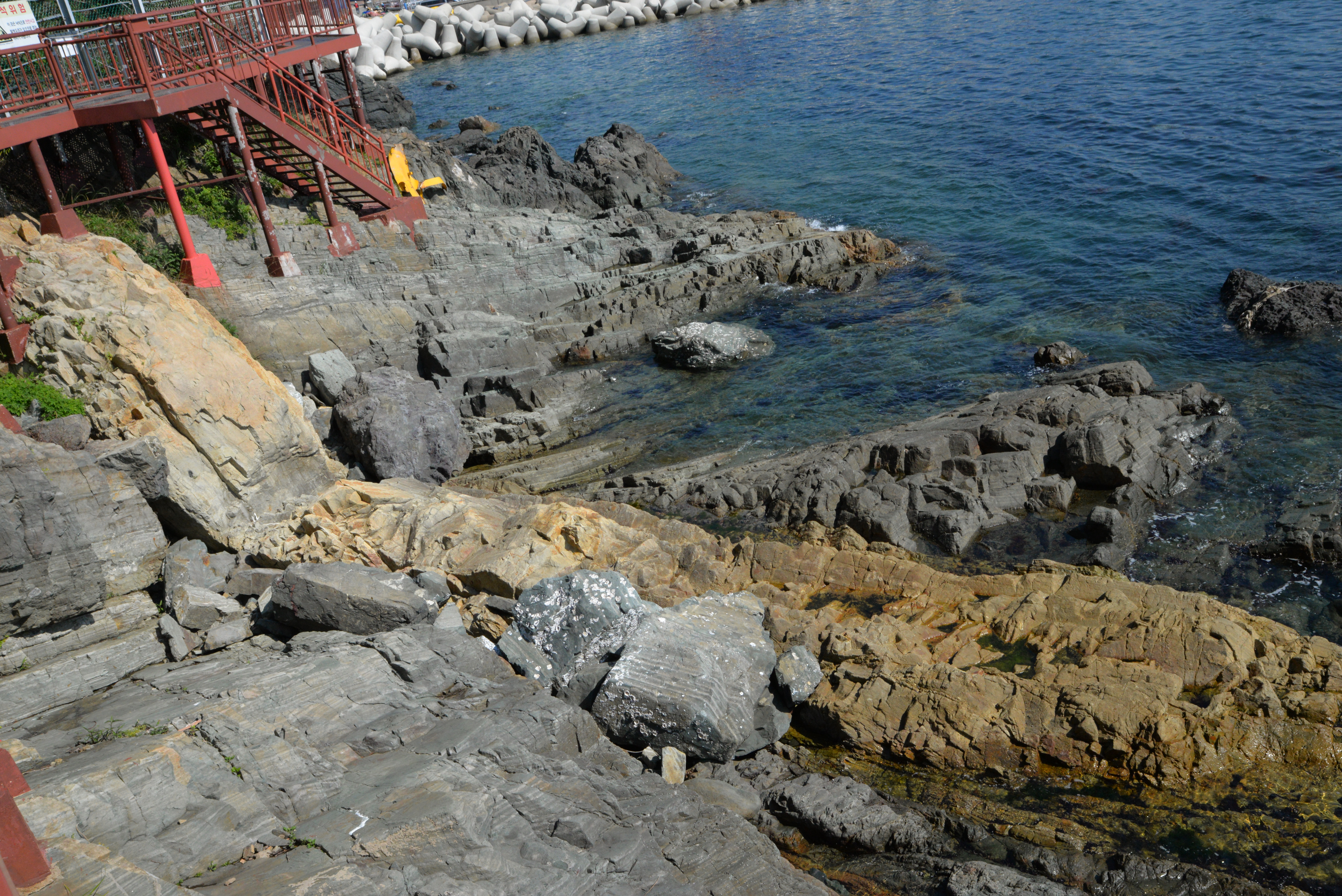
S2 지점 현무암 용암 (뒤쪽의 검은색 부분이 현무암질 용암)

다대포 분지에서 다대포층이 퇴적될 당시 호수 주변에서 화산이 폭발하여 현무암질 용암이 분출하여 호수로 흘러들어가 다대포층 위를 덮게 되었고 오늘날 송도반도 지질탐방로 북쪽에 그 지질 기록이 남아 있다. 현무암과 다대포층의 경계는 울퉁불퉁한 형태를 보이며, 현무암은 반상조직, 다공질조직, 자각력화 암편 등의 전형적인 용암의 특징을 보인다.

### 상부다대포층 응회질퇴적암

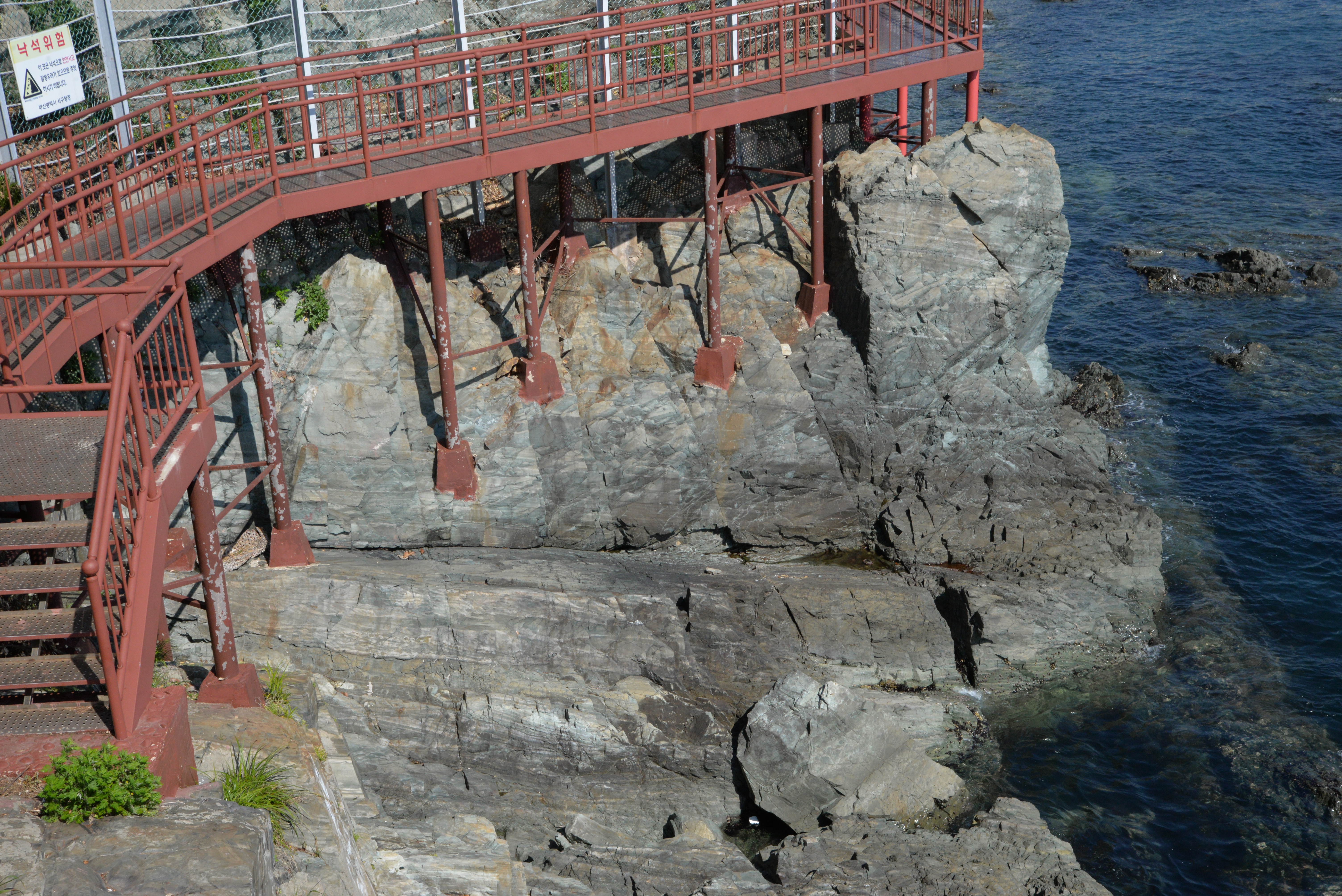
S3 지점 상부다대포층 응회질퇴적암

상부 다대포층은 하부에 비해 화산 기원의 물질이 더 많이 포함되어 있다. 상부 다대포층에는 층리, 사층리, 연흔(물결자국) 등의 퇴적 구조가 보존되어 있다.

### 유문암질 암맥군
송도반도 지질탐방로 해안에는 적색과 회색의 다대포층 가운데에 밝은 노란색을 띠는 암맥이 퇴적암을 뚫고 들어온 것을 볼 수 있다. 이 암맥은 유문암질 마그마가 관입한 것으로, 거의 유사한 방향의 암맥 3개가 암맥군(dike swarm)을 형성한다. 이 유문암질 암맥은 퇴적암인 다대포층보다 침식과 풍화에 더 강해 돌출 지형을 형성한다.

### 정단층

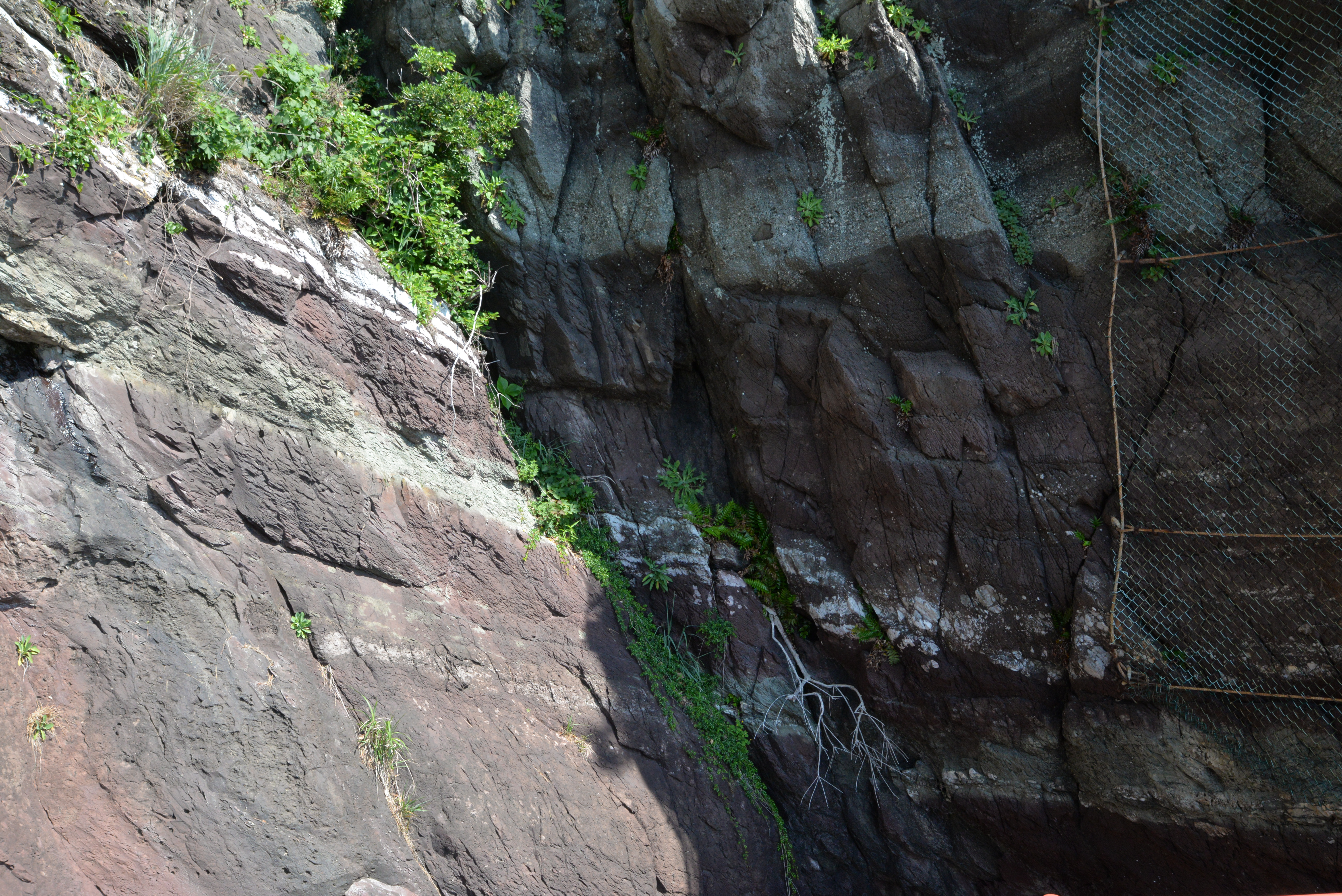
S11 지점 정단층

송도반도 지질탐방로 S11 지점에는 다대포층에 정단층이 발달하며 상반이 밑으로 떨어져 있고 주변에 소규모의 단층들이 나타난다. 다대포 분지는 인장력을 받아 형성되어 다대포층에는 인장력을 받아 형성된 정단층들이 관찰된다. 

## 같이 보기
- 부산국가지질공원
- 부산광역시의 지질
- 다대포층
- 초곡용굴촛대바위길 - 삼척시의 해안 지질 탐방로
- 정동심곡바다부채길 - 강릉시의 해안 지질 탐방로
- 한국의 지질